# Герб Португалії
Ге́рб Португа́лії (порт. Brasão de armas de Portugal) — срібний щит, на якому навхрест лежать 5 малих синіх щитів. Кожен малий щит містить 5 срібних безантів, розташованих косим хрестом. По краях великого щита широка червона облямівка з сімома золотими замками. Позаду щита розташована армілярна сфера. Вона обрамлена золотими оливковими (лавровими) гілками, перев'язаними в основі червоною і зеленою стрічками під колір державного прапора. За легендою, малі щити символізують перемогу португальців у битві при Оріке 1139 року над 5-ма мавританськими королями. Срібні безанти уособлюють незалежність держави, а їх число — рани Ісуса Христа. Армілярна сфера нагадує про великі географічні відкриття, здійснені португальцями.

## Історія і значення
Сучасний португальський герб — результат тисячолітніх змін. За середньовічною легендою, герб країни бере свій початок від срібного щита із синім хрестом, який використовував португальський граф Генріх Бургундський.

### Щитки і безанти
Перше документальне зображення щитків як герба Португалії зафіксоване на золотих монетах та печатках португальського короля Саншу I (1185—1211). П'ять щитків мають краплеподібну форму й розміщені хрестом. На них зображені безанти: 3—4 на монетах, і до 10 на печатках. На монетах португальський герб доповнюється також чотирма 7-кутними зірками, розміщеними між щитками. Такий самий мотив зберігається на монетах Афонсу III (1248—1279), проте щитки набувають традиційної, заокругленої форми, а кількість безантів, що лежать хрестом, зменшена до п'яти. У зображеннях герба XIV століття зірки зникають.
За традицією п'ять щитів символізують «п'ять мавританських королів», яких переміг перший португальський король Афонсу І в битві при Оріке 1139 року. Безанти уособлюють незалежність від Кастильсько-Леонської монархії — право португальського короля, як суверенного монарха, карбувати свою монету. За легендою, оспіваній в «Лузіадах» (ІІІ:53-54), національній епопеї Луїша де Камоенша, Афонсу помістив на свій білий прапор 5 синіх щитів, які прикрасив монетами. У пізньому середньовіччі число монет зменшили до п'яти й трактували їх як п'ять ран Ісуса Христа.

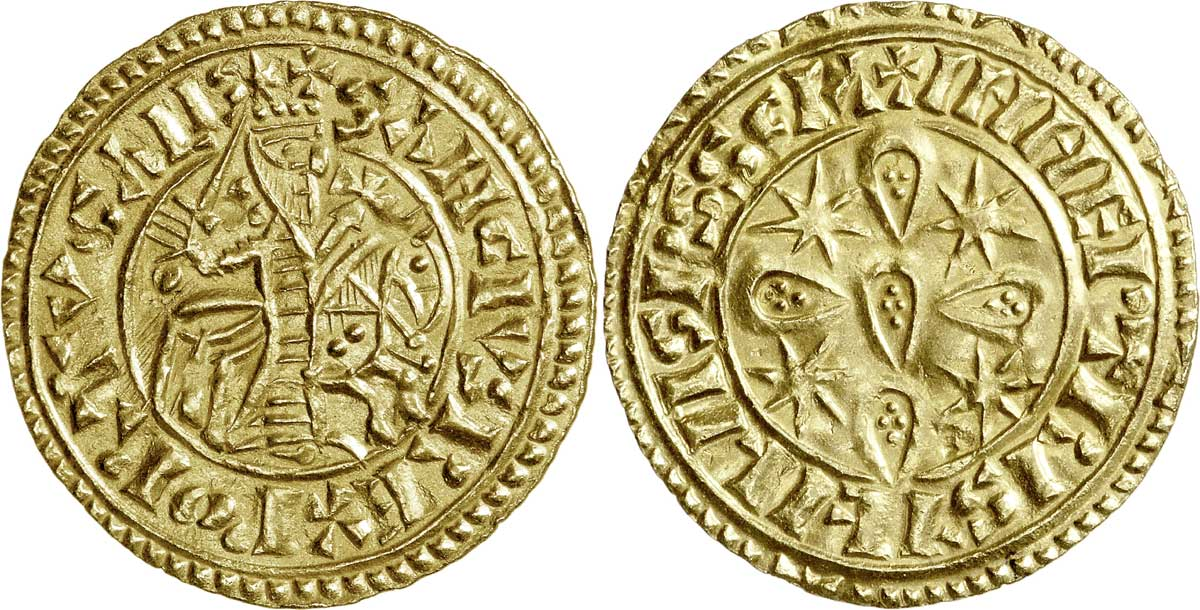
Золотий Саншу І (ХІІІ ст.)
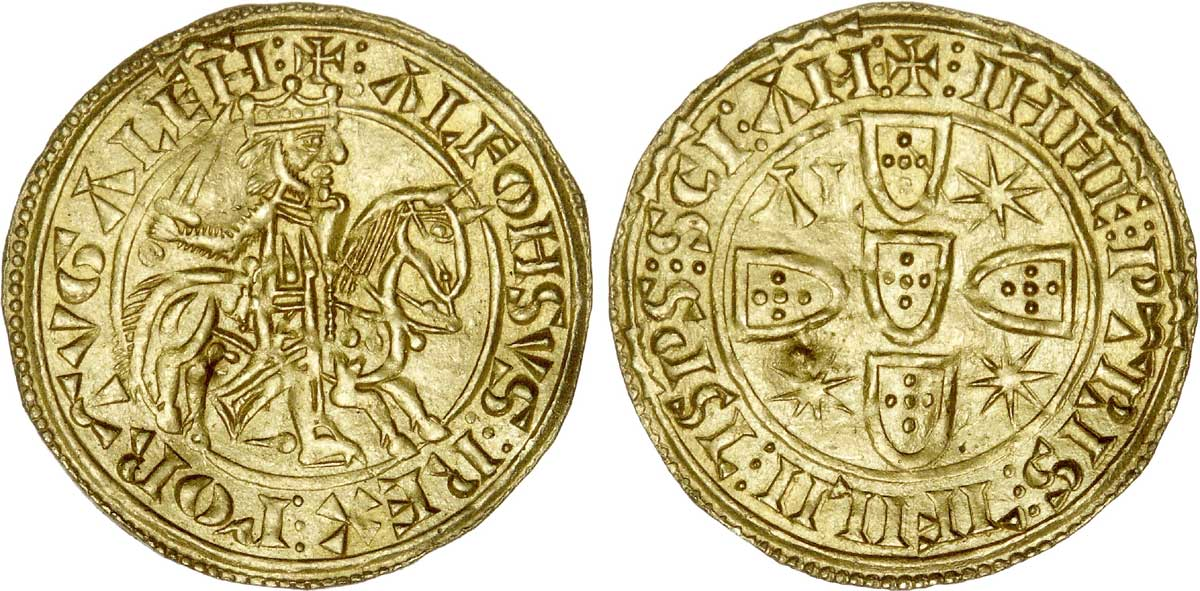
Золотий Афонсу ІІІ (ХІІІ ст.)
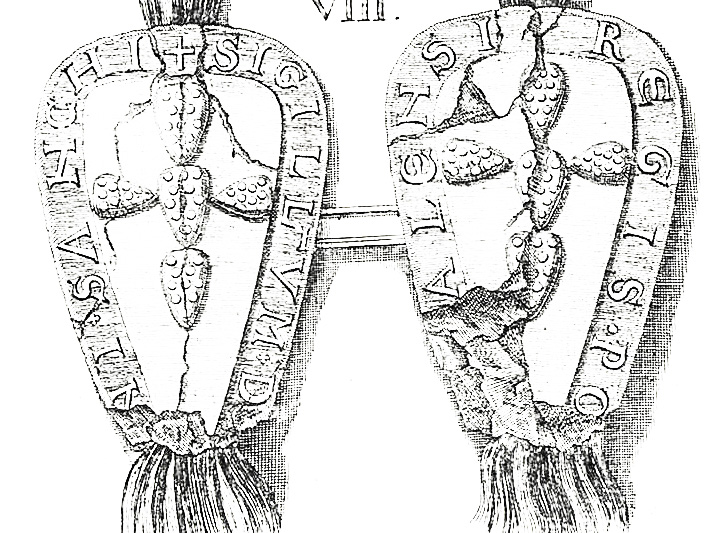
Печатка Саншу І (1189)
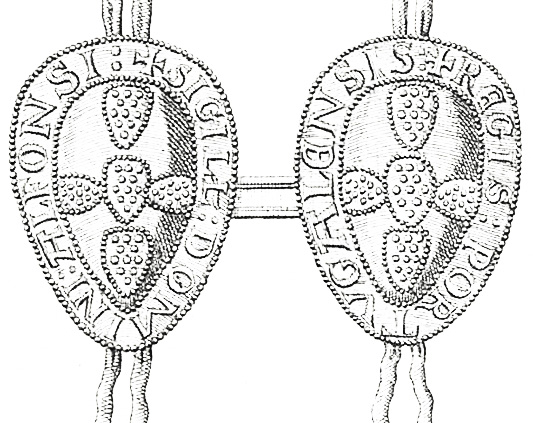
Печатка Афонсу ІІ
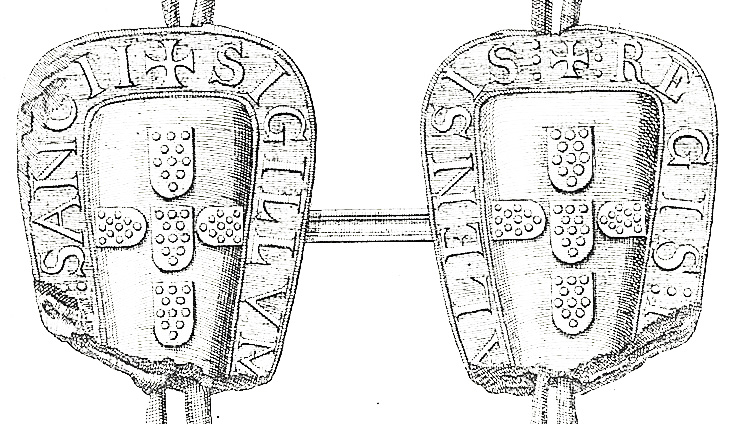
Печатка Саншу ІІ

### Замки
За правління Афонсу III до португальського герба додали червону облямівку із золотими замками. Їхнє число мінялося від 8 до 12. Зокрема, при Афонсу ІІІ їх було 8—10, а при Дініші — 8—12. Афонсу IV визначив 12 замків, а Себаштіан остаточно затвердив 7. 
Точне значення цих замків невідомо. За однією з версій вони символізують Алгарве — регіон на півдні країни, колишній аль-Гарб, що був приєднаний португальцями в ході Реконкісти за часів Афонсу ІІІ. Цю версію підтверджує герб Алгарве у гербовнику «Шляхетський скарб» (1675) — червоний щит із 9-ма золотими замками. Проте, ніде окрім цього гербовника такий герб не зустрічається. Більш ранні джерела фіксують інші алгарвські герби з головами маврів, емірів та королів. 
За іншою, більш правдоподібною версією, золоті замки на червоній облямівці символізують Кастилію. Їх додав до свого герба Афонсу III, який був другим сином португальського короля Афонсу ІІ й кастильської інфанти Урраки. Як молодший син, він не міг успадкувати португальського трону, призначеного для Саншу ІІ, а тому мав на своєму гербі бризуру у вигляді облямівки із замками для позначення своєї меншості. Після детронізації Саншу ІІ й зайняття престолу Афонсу ІІІ герб останнього став гербом Португальського королівства. Такі ж бризури з кастильськими замками мали інші діти Афонсу II й Урраки, — інфанти Фернанду, Афонсу, Бранка, а також Афонсу-Саншеш і Беатриса. 

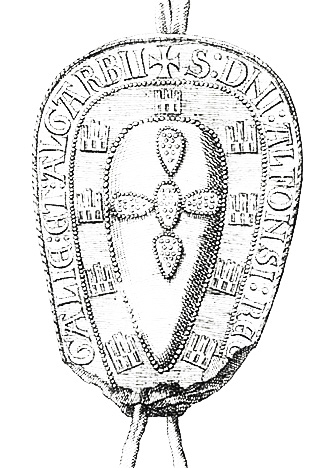
Печатка Афонсу ІІІ (1266)
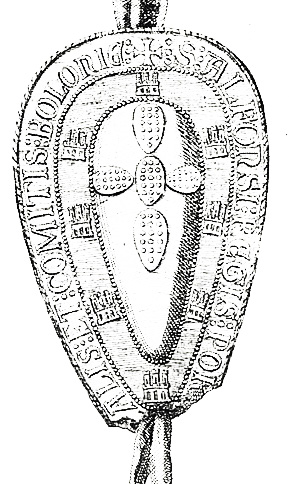
Печатка Афонсу ІІІ (1268)
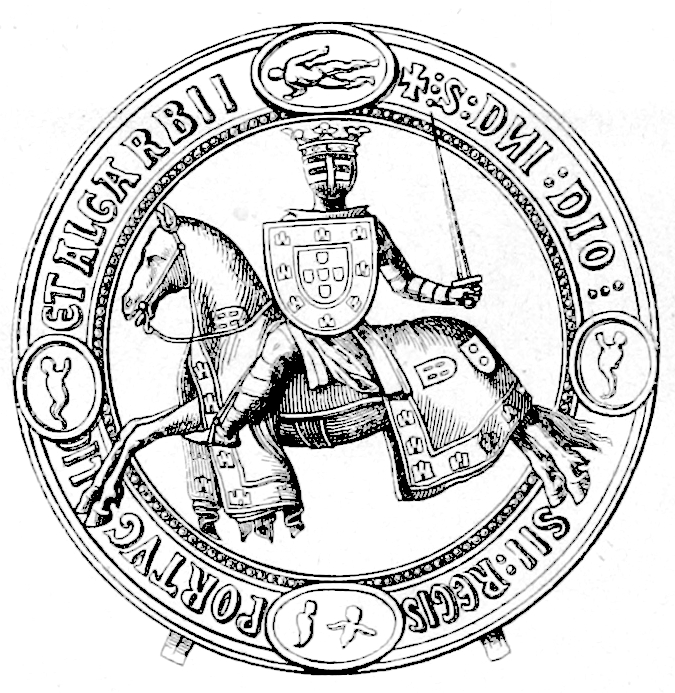
Печатка Дініша
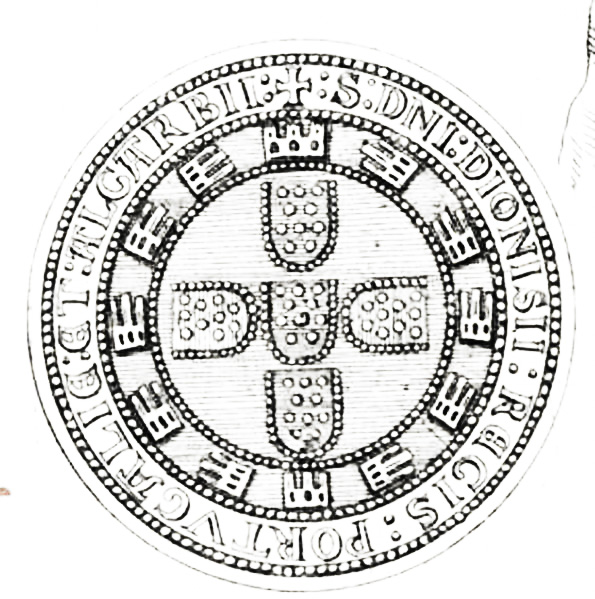
Печатка Дініша
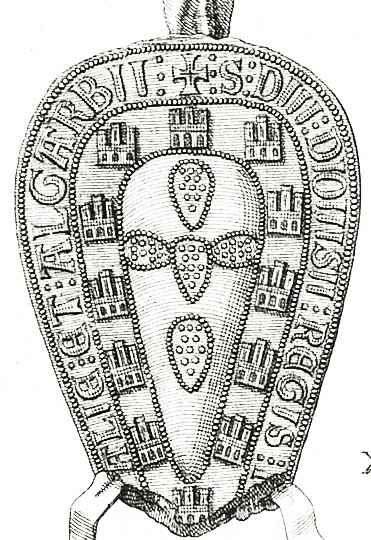
Печатка Дініша
Алгарве

Афонсу ІІІ (граф)
Афонсу ІІІ (король)
Фернанду
Афонсу
Бранка
Афонсу-Саншеш
Беатриса

### Армілярна сфера
Важливий елемент португальської геральдики з XV століття — армілярна сфера (астролябія) — часто використовувалася на прапорах колоній, особливо в Бразилії. Цей навігаційний прилад, що використався для обчислення відстаней, символізує значення Португалії в Добу великих географічних відкриттів, а також широкість колоніальних володінь, що належали першій республіці. Хоча армілярна сфера зазвичай використовувалася як «республіканський» елемент, на противагу короні на синьо-білому прапорі, вона зображалася і на деяких монархічних прапорах. Зокрема на прапорі з'єднаного королівства Португалії, Алгаврії і Бразилії, а після його розпаду на прапорі королівства Бразилія.

## Еволюція

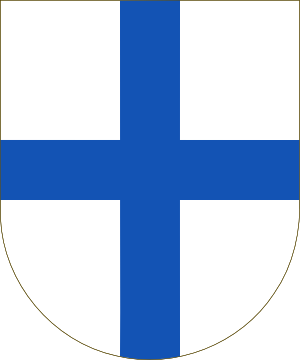
1095-1139
1139-1247
1248-1385
1385-1481
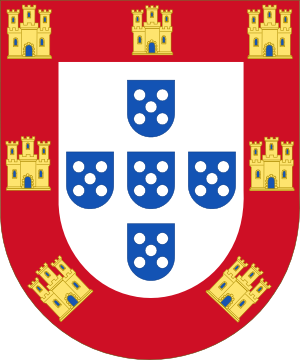
з 1481
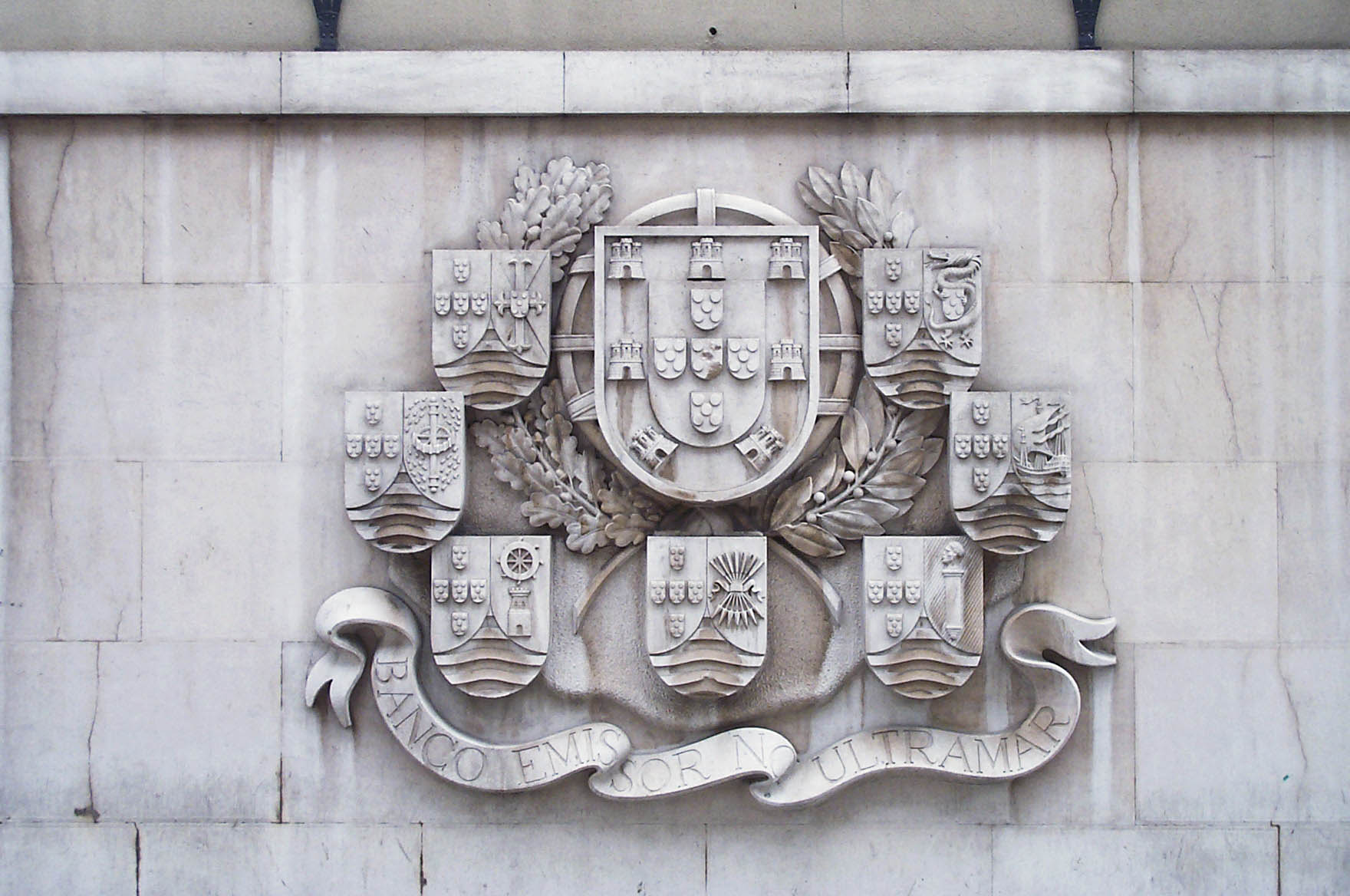
Метрополія і колонії (сер. ХХ ст.)